# ラカトシュ・ゲーザ
ラカトシュ・フォン・チークセントシモン・エドラー・ゲーザ（Lakatos von Csíkszentsimon Edler Géza, 1890年4月30日 - 1967年5月21日）は、ハンガリーの軍人、政治家、首相。最終階級は大将。

## 生涯

### 第一次世界大戦
1890年、ブダペストの中流家庭に双子として生まれる。中学校を卒業後、双子の弟カールマーンと共にルドヴィカ士官学校に入学した。
1910年8月18日、ラカトシュ兄弟はルドヴィカ士官学校を卒業。少尉に任官し、共にハンガリー第1歩兵連隊に配属され、1912年からはハンガリー第14歩兵連隊に所属した。1913年にはハンガリー第1歩兵連隊に戻り、1914年8月1日に中尉に昇進した。
第一次世界大戦に従軍するが、9月にカールマーンが戦死。ラカトシュはカールマーンの遺体を回収しようとしたが、発見することは出来なかった。同年、東部戦線で銃弾を受け負傷した。回復後の12月22日からは防諜に従事し、1915年4月から7月までハンガリー第125歩兵旅団参謀を務め、7月14日からはハンガリー第38歩兵旅団参謀を務めた。
1916年12月、ドイツ軍との連絡将校を務め、1917年5月1日に大尉に昇進した。

### ホルティ政権

#### 軍人

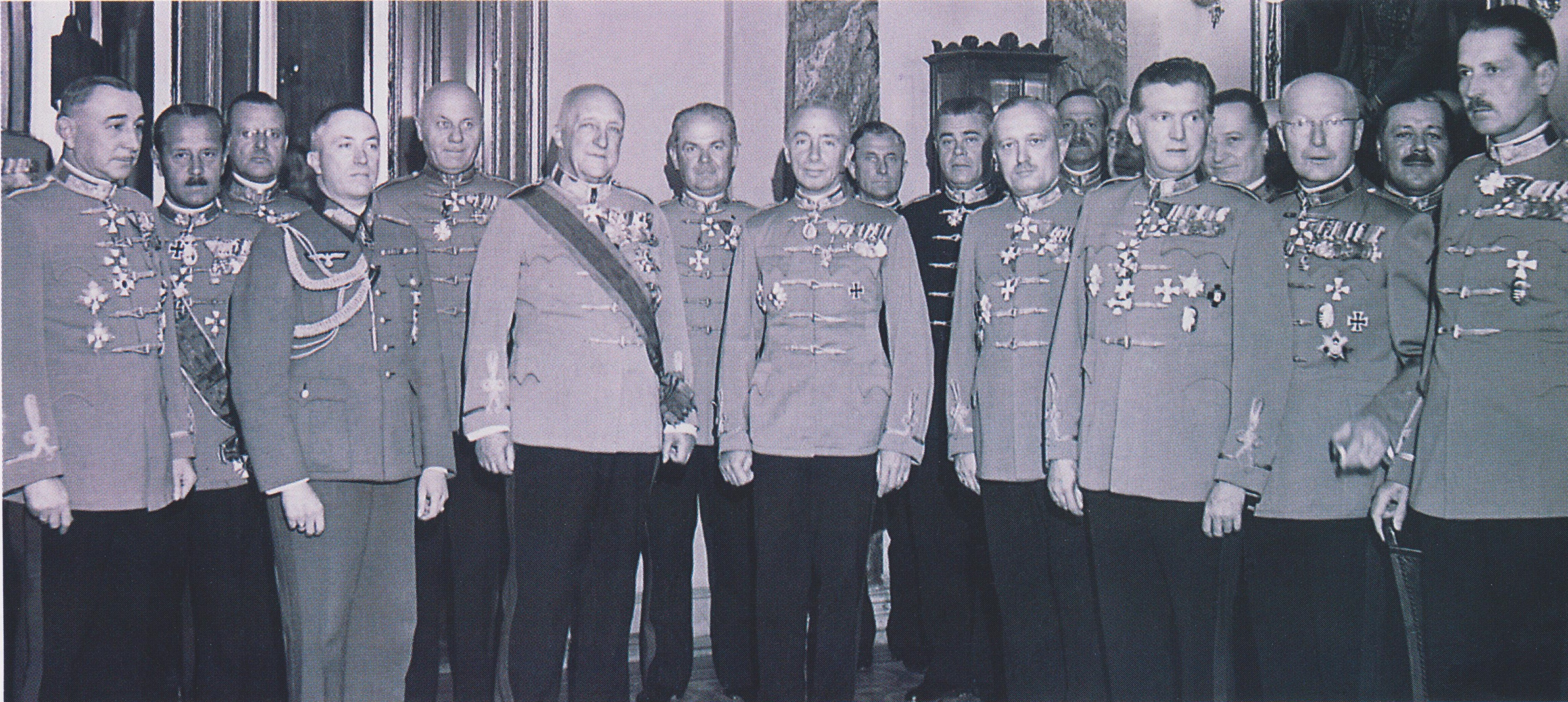
1944年、ヨーゼフ・アウグスト大公（左から6人目）とハンガリー軍参謀団（左から2人目がラカトシュ）

第一次大戦終結後、国防大臣ボーム・ヴィルモスの副官を務めた後、1919年9月に警察本部参謀となり、1920年10月まで務めた。
1921年、ブダペスト陸軍士官学校の教官となり、戦争と軍事組織論の講義を担当した。
1923年、陸軍省に配属され1928年5月まで諸部門を転々とし、同年少佐に昇進すると同時にナイトの称号を得た。5月7日にプラハ駐在武官に任命され、在任中の1929年5月1日に中佐に昇進した。1934年、ハンガリーに帰国後、11月1日に大佐に昇進し、14日にはハンガリー第13歩兵連隊長に任命された。
1938年5月1日、ハンガリー第1歩兵混成旅団長、1939年1月23日にハンガリー第3歩兵旅団長に任命され、11月1日に少将に昇進した。
1940年3月1日、ハンガリー第2軍参謀長に任命された。1941年8月1日にはハンガリー第8兵団司令官に任命され、11月1日に中将に昇進した。
1943年5月1日、ウクライナ占領軍司令官に任命され、キエフに赴任。ウクライナでは橋や道路の補強工事を指示した。8月1日に大将に昇進し、ハンガリー第2軍司令官に任命された。第2軍は消耗が激しく、戦闘を継続出来る状態ではなかったため、1944年3月9日にアドルフ・ヒトラーと会談し、部隊の改善を要請した。しかし、ヒトラーは改善を約束するが実行されず、第2軍はドイツ軍の前線を安定化させるために移動された。
4月1日、ハンガリー第1軍司令官に任命されるが、5月5日に国防大臣から帰還命令を受け、26日に司令官職をベレグフィ・カーロイと交代した。

#### 首相

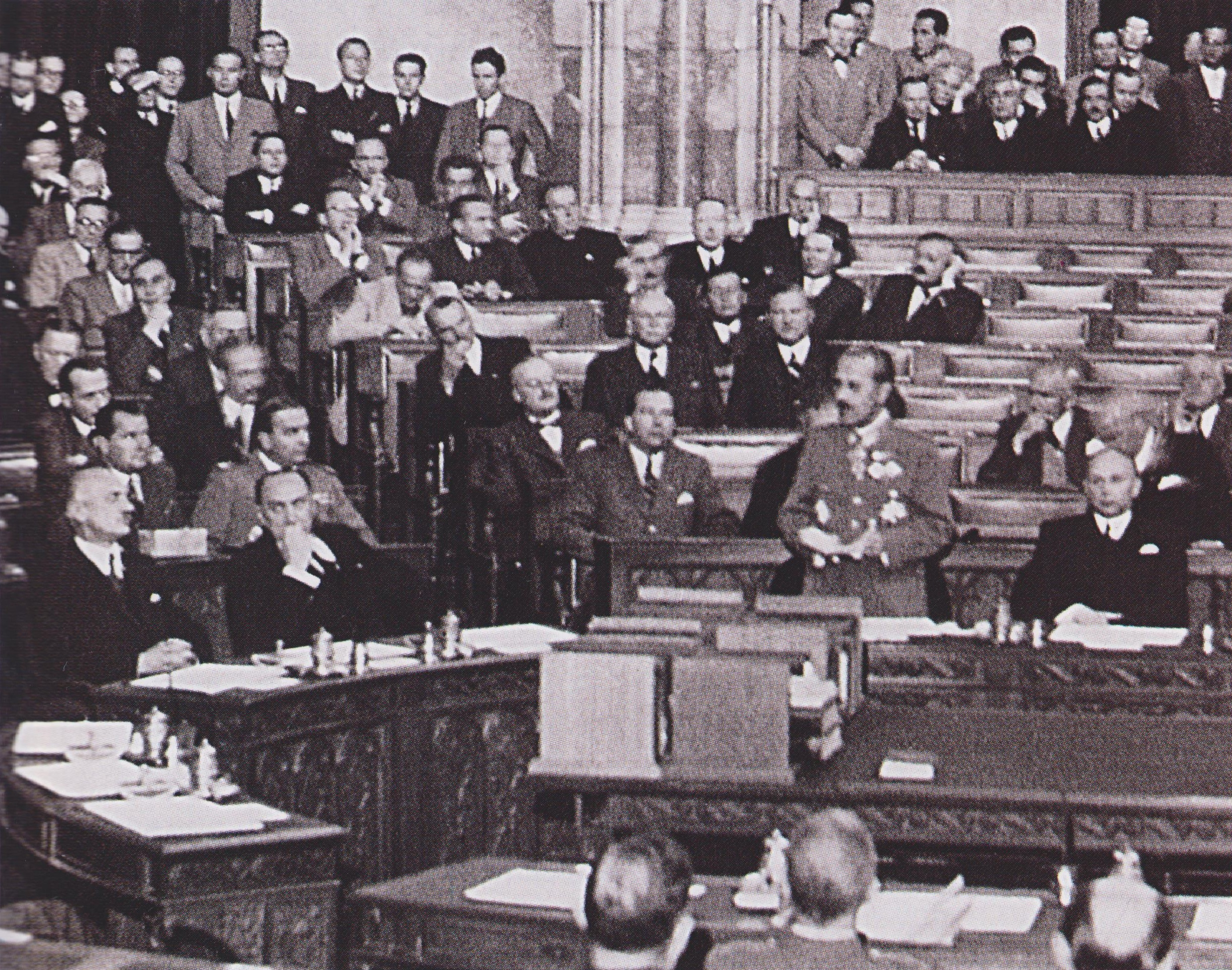
1944年9月21日、議会で演説するラカトシュ

ブダペストに帰還後、ホルティ・ミクローシュと会談したラカトシュは、その場で首相就任を打診された。
8月29日、親独派のストーヤイ・デメ首相が解任され後任の首相に就任し、ホルティから連合国との和平交渉を進めることを命令された。ラカトシュは和平交渉を進めると同時に、ストーヤイが行っていたユダヤ人の強制移送を停止させるが、ソビエト連邦が和平交渉を拒否したため交渉は失敗した。
10月15日、ドイツ軍がパンツァーファウスト作戦を発動し、サーラシ・フェレンツ率いる矢十字党のクーデターによって政権は崩壊した。ラカトシュは解任後の21日にナチス・ドイツに引き渡され、終戦までショプロンに軟禁された。

### 死去
1945年4月1日、ドイツ軍撤退後にソ連軍に逮捕され1946年1月29日まで抑留された。解放後の1951年にハンガリー人民共和国政府から居住制限を受け郊外に転居し、後にエールドに移った。
1965年、娘が移住していたオーストラリア・アデレードを訪れ同地に定住し、1967年5月21日に脳出血で死去した。